# Марин Аничич
Марин Аничич (босн. Marin Aničić; нар. 17 серпня 1989, Мостар, СФР Югославія) — боснійський футболіст хорватського походження захисник казахського клубу «Астана» та збірної Боснії і Герцеговини.

## Життєпис
Марин Аничич народився 17 серпня 1989 року в хорватській частині міста Мостар, Югославія. Аничич за походженням хорват. Марин є вихованцем місцевого клубу «Зриньські».

### Клубна кар'єра

#### «Зриньські»
Першим професійним клубом Марина став мостарський «Зриньські», за який він дебютував у листопаді 2007 року в матчі кубка Боснії і Герцеговини проти «Славії». Влітку 2008 року провів 4 матчі в кваліфікації Кубка УЄФА, коли спочатку «Зриньські» обіграв «Вадуц», а після цього програв португальській «Бразі». У сезоні 2008/09 років разом з командою виграв чемпіонат Боснії і Герцеговини. У липні 2009 року разом з командою зіграв у кваліфікації Ліги чемпіонів, але в першому ж раунді «Зрінськи» програв братиславському «Словану» (1-4).
У червні 2010 року він підписав контракт з донецьким «Металургом», за схемою 3+2. Однак провів з командою лише три тижні на зборах, зіграв в одному контрольному матчі з бразильським клубом «Арапонгас» і повернувся додому. 6 липня на презентації новачків команди Аничич був відсутній. На питання про причини головний тренер команди, болгарин Ніколай Костов, відповів:
|  | Анічич гравець збірної Боснії. Він був з нами. Ми домовилися з ним, що для нього найкращий варіант продовжити кар'єру на батьківщині. Ми будемо тримати його в полі зору. Він не буде в цьому сезоні з нами. |

#### «Астана»
У лютому 2014 року Аничич підписав контракт з казахстанською «Астаною». В березні 2014 року зіграв перший матч у футболці «Астани», в рамках вищого дивізіону чемпіонату Казахстану проти «Жетису». За підсумками сезону зіграв 27 матчів у всіх турнірах. У листопаді 2015 року в нічийному (2:2) поєдинку групового етапу Ліги чемпіонів УЄФА проти «Бенфіки» відзначився першим голом у складі «Астани». У березні 2016 року відзначився дебютним голом у складі команди у вищому дивізіоні в переможному (3:1) поєдинку проти «Ордабаси». У сезоні 2016 року зіграв 32 матч та відзначився 3-ма голами у всіх змаганнях у футболці «Астани». Став поспіль двічі чемпіоном Казахстану (в сезонах 2014 і 2015), а також виграв Суперкубку Казахстану 2015.

### Кар'єра в збірній
Марин Аничич виступав за молодіжну збірну Боснії та Герцеговини. У складі цієї збірної провів 7 матчів. У вересні 2015 року тренер головної збірної БіГ, Мехмед Баждаревич, включив Аничича до списку гравців, які готовулася до поєдинків проти Бельгії та Андорри.
25 березня 2016 року Аничич дебютував за збірну Боснії і Герцеговини в товариському матчі з Люксембургом (3:0).

## Статистика виступів

### Клубна
Станом на 23 вересня 2017 року
| Клуб                 | Сезон            | Ліга             | Ліга  | Ліга | Кубок | Кубок | Континентальні | Континентальні | Інші  | Інші | Загалом | Загалом |
| Клуб                 | Сезон            | Дивізіон         | Матчі | Голи | Матчі | Голи  | Матчі          | Голи           | Матчі | Голи | Матчі   | Голи    |
| -------------------- | ---------------- | ---------------- | ----- | ---- | ----- | ----- | -------------- | -------------- | ----- | ---- | ------- | ------- |
| «Зриньські» (Мостар) | 2007–08          | Прем'єр-ліга     | 4     | 1    | 2     | 0     | –              | –              | –     | –    | 6       | 1       |
| «Зриньські» (Мостар) | 2008–09          | Прем'єр-ліга     | 23    | 0    | 5     | 1     | 4              | 0              | –     | –    | 32      | 1       |
| «Зриньські» (Мостар) | 2009–10          | Прем'єр-ліга     | 24    | 1    | 5     | 1     | 2              | 0              | –     | –    | 31      | 2       |
| «Зриньські» (Мостар) | 2010–11          | Прем'єр-ліга     | 28    | 1    | 4     | 1     | 2              | 0              | –     | –    | 34      | 2       |
| «Зриньські» (Мостар) | 2011–12          | Прем'єр-ліга     | 24    | 3    | 2     | 0     | –              | –              | –     | –    | 26      | 3       |
| «Зриньські» (Мостар) | 2012–13          | Прем'єр-ліга     | 23    | 1    | 5     | 1     | –              | –              | –     | –    | 28      | 2       |
| «Зриньські» (Мостар) | 2013–14          | Прем'єр-ліга     | 16    | 0    | 2     | 0     | 4              | 0              | –     | –    | 22      | 0       |
| «Зриньські» (Мостар) | Загалом          | Загалом          | 142   | 7    | 25    | 4     | 12             | 0              | –     | –    | 142     | 11      |
| «Астана»             | 2014             | Прем'єр-ліга     | 27    | 0    | 2     | 0     | 4              | 0              | –     | –    | 33      | 0       |
| «Астана»             | 2015             | Прем'єр-ліга     | 29    | 0    | 3     | 0     | 11             | 1              | 1     | 0    | 44      | 2       |
| «Астана»             | 2016             | Прем'єр-ліга     | 27    | 3    | 2     | 0     | 10             | 3              | 1     | 0    | 40      | 7       |
| «Астана»             | 2017             | Прем'єр-ліга     | 20    | 0    | 0     | 0     | 6              | 0              | 1     | 0    | 27      | 0       |
| «Астана»             | Загалом          | Загалом          | 103   | 3    | 7     | 0     | 31             | 4              | 3     | 0    | 144     | 7       |
| Усього в кар'єрі     | Усього в кар'єрі | Усього в кар'єрі | 245   | 10   | 32    | 4     | 43             | 4              | 3     | 0    | 323     | 18      |

1. ↑  Виступи в Суперкубку Казахстану з футболу 2015
2. ↑  Виступи в Суперкубку Казахстану з футболу 2016
3. ↑  Виступи в Суперкубку Казахстану з футболу 2017

### У збірній
Станом на 25 березня 2016
| Національна збірна   | Рік     | Матчі | Голи |
| -------------------- | ------- | ----- | ---- |
| Боснія і Герцеговина |         |       |      |
| 2016                 | 1       | 0     |      |
| 2017                 | 0       | 0     |      |
| Загалом              | Загалом | 1     | 0    |

## Досягнення

### Клубні
«Зриньські» (Мостар)
- Прем'єр-ліга
  -  Чемпіон (1): 2008/09

- Кубок Боснії і Герцеговини
  -  Володар (1): 2007/08

«Астана»
- Прем'єр-ліга
  -  Чемпіон (5): 2014, 2015, 2016, 2017, 2018

- Кубок Казахстану
  -  Володар (1): 2016

- Суперкубок Казахстану
  -  Володар (3): 2015, 2018, 2019